# Dracocephalum
Dracocephalum L., 1753 è un genere di piante della famiglia delle Lamiaceae.

## Etimologia
Il nome del genere deriva da due parole greche per "drago" e "testa" ( = testa di drago) e fa riferimento alla particolare forma della corolla di queste piante.
Il nome scientifico della specie è stato definito da Linneo (1707 – 1778), conosciuto anche come Carl von Linné, biologo e scrittore svedese considerato il padre della moderna classificazione scientifica degli organismi viventi, nella pubblicazione "Species Plantarum - 2: 594" del 1753.

## Descrizione

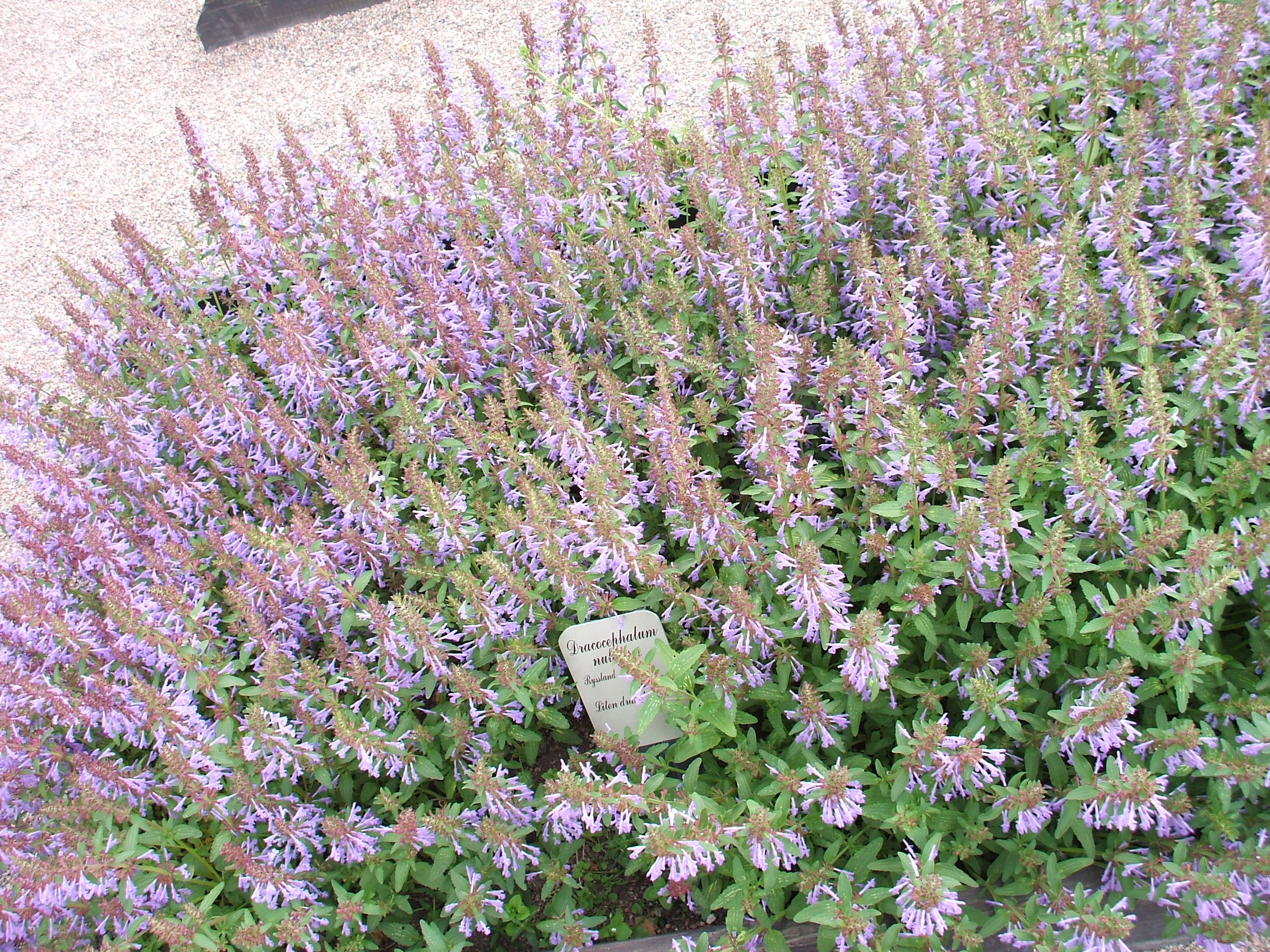
Il portamento
Dracocephalum nutans

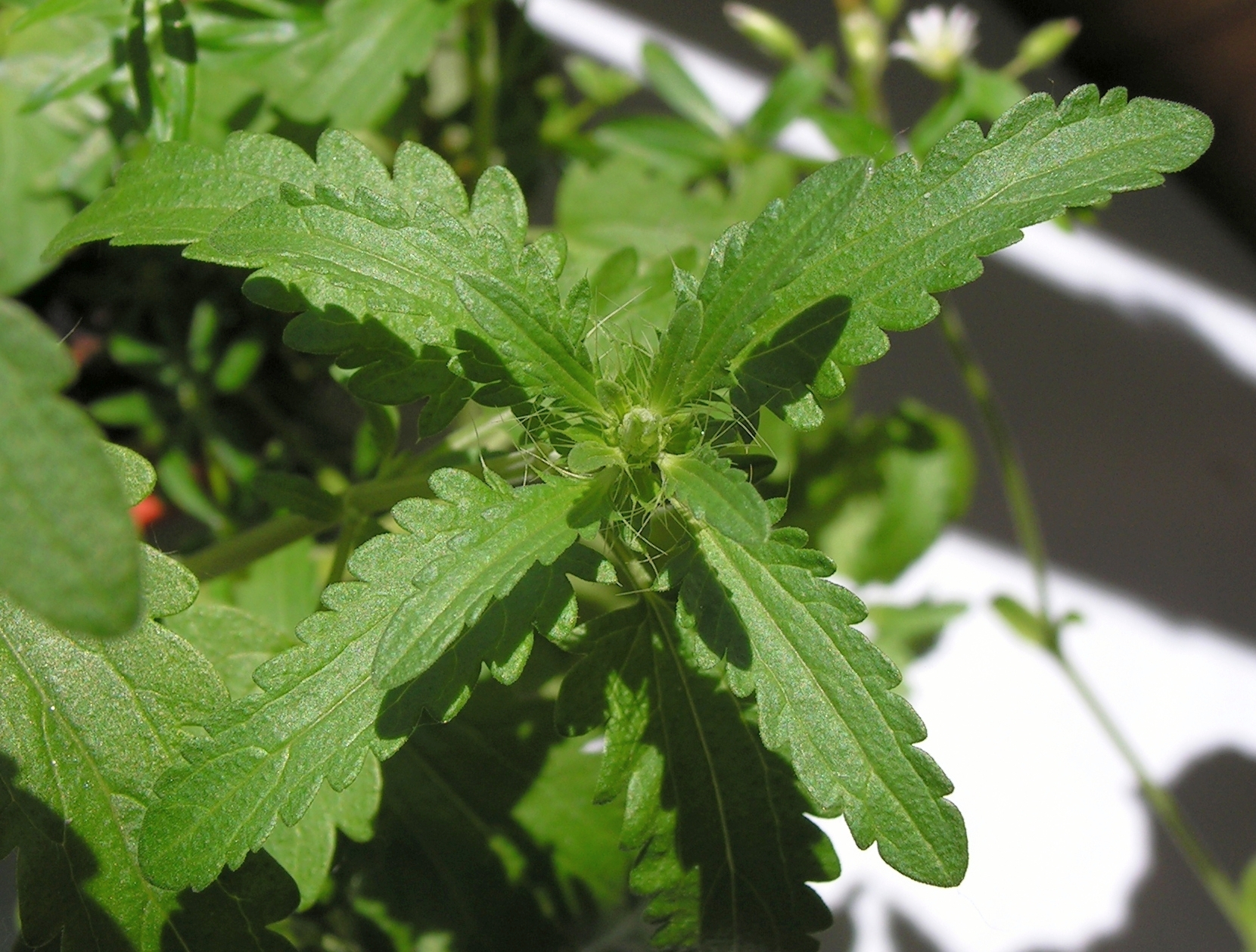
Le foglie
Dracocephalum moldavica

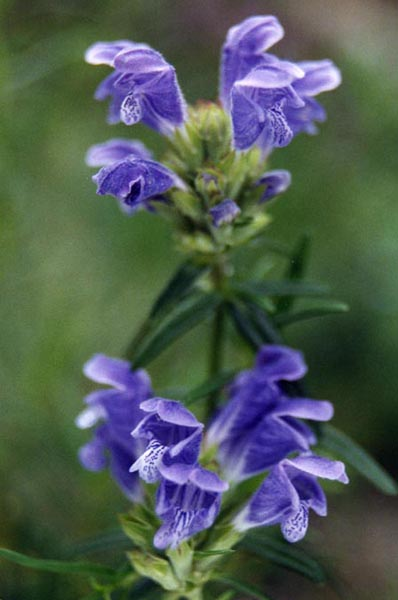
Infiorescenza
Dracocephalum ruyschiana

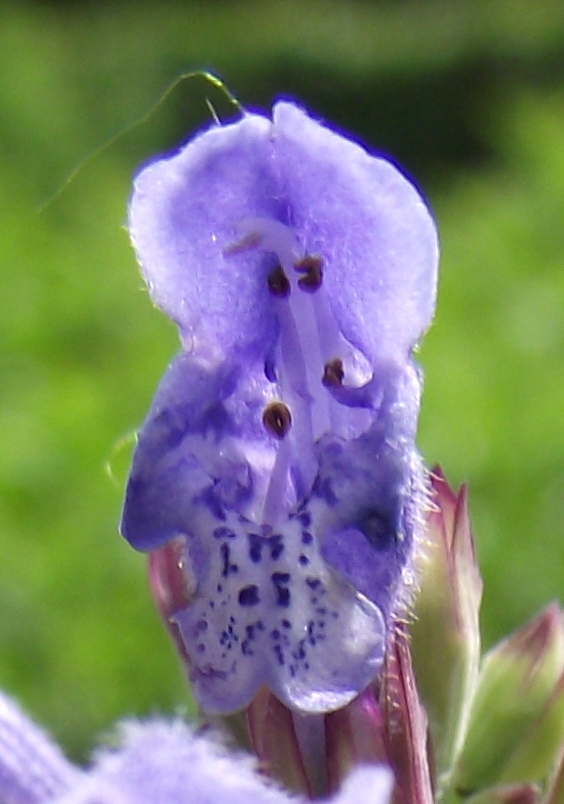
I fiori
Dracocephalum ruyschiana

Il portamento di queste piante è erbaceo annuale o perenne, o anche subarbustivo. In genere sono piante aromatiche.

### Radici
Le radici sono del tipo fascicolato.

### Fusto
La parte aerea del fusto è legnosa, eretta (o prostrata) con peli lanosi addensati soprattutto ai nodi. La sezione del fusto è tetragona (quadrangolare) a causa della presenza di fasci di collenchima posti nei quattro vertici. 

### Foglie
Le foglie lungo il fusto sono disposte in modo opposto (in genere a 2 a 2) e ogni coppia successiva è disposta ad angolo retto rispetto alla sottostante (disposizione decussata). Sono picciolate o da subsessili a sessili (soprattutto verso l'alto). La forma della lamina delle foglie è intera (semplice) con contorno lineare oppure lineare-lanceolato oppure è divisa in lacinie lineari (pennatosette). Le stipole sono assenti. 

### Infiorescenza
Le infiorescenze sono formate da alcuni fiori (2 - 4) raccolti in più verticilli (o verticillastri) sovrapposti formanti nell'insieme una infiorescenza cilindrica e compatta di tipo tirsoide. Le brattee dell'infiorescenza sono simili alle foglie ma più piccole; a volte sono colorate.

### Fiore
I fiori sono ermafroditi, zigomorfi, tetrameri (4-ciclici), ossia con quattro verticilli (calice – corolla – androceo – gineceo) e pentameri (5-meri: la corolla e il calice, ossia il perianzio, sono a 5 parti). Lunghezza del fiore: 35 – 45 mm.
- Formula fiorale. Per la famiglia di queste piante viene indicata la seguente formula fiorale:

X, K (5), [C (2+3), A 2+2] G (2), supero, 4 nucule
- Calice: il calice del fiore è del tipo gamosepalo e bilabiato (subzigomorfo), con forme da tubolari a campanulate e terminate con 5 denti (o lobi) acuti disuguali con struttura più o meno 3/2. Il tubo è diritto o lievemente incurvato. La superficie del calice, pubescente, è percorsa da una decina (da 13 a 15) di nervature longitudinali. I lobi possono essere aristati. Nel labbro superiore il lobo mediano è più largo; in quello inferiore i lobi sono più corti.
- Corolla: la corolla, gamopetala, è a simmetria bilabiata (zigomorfa) con struttura 1/3 (oppure 2/3) terminante con 4 lobi patenti (i due petali superiori sono concresciuti). Il tubo è cilindrico-campanulato appena incurvato ed è ricoperto in parte dal calice. Il labbro superiore è patente-ricurvo (simile ad un cappuccio); il labbro inferiore ha tre lobi: uno grande centrale e due minori laterali. I lobi sono appena smarginati. La parte interna della corolla è priva dell'anello di peli. Il colore è azzurro-violetto, rosa o bianco.
- Androceo: gli stami sono quattro (manca il mediano, il quinto) didinami (una coppia è più lunga); sono tutti fertili e generalmente sono inclusi nel tubo corollino (raramente sono sporgenti). I filamenti, adnati alla corolla, sono paralleli e ravvicinati al labbro superiore della corolla. Le antere, hanno forme più o meno arrotondate, mentre le teche, pelose o glabre, sono due e divaricate (divergono di 180°). I granuli pollinici sono del tipo tricolpato o esacolpato.
- Gineceo: l'ovario è supero (o anche semi-infero) formato da due carpelli saldati (ovario bicarpellare) ed è 4-loculare per la presenza di falsi setti divisori all'interno dei due carpelli. La placentazione è assile. Gli ovuli sono 4 (uno per ogni presunto loculo), hanno un tegumento e sono tenuinucellati (con la nocella, stadio primordiale dell'ovulo, ridotta a poche cellule).[11]. Lo stilo inserito alla base dell'ovario (stilo ginobasico) è del tipo filiforme e più o meno lungo come gli stami. Lo stigma è bifido con lobi subuguali. Il nettario è un disco alla base e intorno all'ovario più sviluppato anteriormente e ricco di nettare.

### Frutti
Il frutto è uno schizocarpo composto da 4 nucule (tetrachenio) secche, con forme da ovoidi a oblunghe fortemente trigone, con superficie liscia e glabra. L'endosperma è scarso o assente.

## Riproduzione
- Impollinazione: l'impollinazione avviene tramite insetti tipo ditteri e imenotteri, raramente lepidotteri (impollinazione entomogama).[7][12]
- Riproduzione: la fecondazione avviene fondamentalmente tramite l'impollinazione dei fiori (vedi sopra).
- Dispersione: i semi cadendo a terra (dopo essere stati trasportati per alcuni metri dal vento – disseminazione anemocora) sono successivamente dispersi soprattutto da insetti tipo formiche (disseminazione mirmecoria).

## Distribuzione e habitat
Questo genere comprende piante distribuite nell'Europa centrale ed orientale, in Asia, in Nord Africa (una specie) e in Nord America (una specie). Tutte prediligono luoghi aridi e tendono a divenire infestanti o ruderali anche al di fuori del loro territorio nativo.
Entrambe le specie presenti sul territorio italiano si trovano sull'arco alpino. La tabella seguente mette in evidenza alcuni dati relativi all'habitat, al substrato e alla distribuzione delle specie alpine.
| Specie | Comunità vegetali | Piani vegetazionali         | Substrato  | pH     | Livello trofico | H2O   | Ambiente | Zona alpina |
| --- | ----------------- | --------------------------- | ---------- | ------ | --------------- | ----- | -------- | ----------- |
| Dracocephalum austriacum | 9                 | subalpino montano collinare | Ca         | basico | basso           | arido | F2       | TN BZ       |
| Dracocephalum ruyschiana | 10                | subalpino montano           | Ca - Ca/Si | neutro | basso           | secco | F5 I1    | CN TO AO BZ |
| Legenda e note alla tabella. Substrato con “Ca/Si” si intendono rocce di carattere intermedio (calcari silicei e simili); vengono prese in considerazione solo le zone alpine del territorio italiano (sono indicate le sigle delle province). Comunità vegetali: 9 = comunità a emicriptofite e camefite delle praterie rase magre secche; 10 = comunità delle praterie rase dei piani subalpino e alpino con dominanza di emicriptofite. Ambienti: F2 = praterie rase, prati e pascoli dal piano collinare al subalpino; F5 = praterie rase subalpine e alpine; I1 = boschi di conifere. |                   |                             |            |        |                 |       |          |             |

## Ecologia
Le due specie del territorio italiano sono rare in quanto confinate in limitate zone xerotermiche a clima continentale. Probabilmente sono specie di origine terziaria, ma mentre nel bacino pannonico e sarmatico l'areale si è contratto a causa delle oscillazioni climatiche, nelle Alpi il genere Dracocephalum è reimmigrato nel periodo caldo susseguente all'ultima glaciazione.

## Tassonomia
La famiglia di appartenenza del genere (Lamiaceae), molto numerosa con circa 250 generi e quasi 7000 specie, ha il principale centro di differenziazione nel bacino del Mediterraneo e sono piante per lo più xerofile (in Brasile sono presenti anche specie arboree). Per la presenza di sostanze aromatiche, molte specie di questa famiglia sono usate in cucina come condimento, in profumeria, liquoreria e farmacia. La famiglia è suddivisa in 7 sottofamiglie: il genere Dracocephalum è descritto nella tribù Mentheae (sottotribù Nepetinae) appartenente alla sottofamiglia Nepetoideae..
Nell'ambito della famiglia il genere Dracocephalum si distingue per i seguenti caratteri:
- il calice normalmente è bilabiato (zigomorfo) e privo di denti spinosi;
- la superficie del calice è percorsa da 13 - 15 nervature longitudinali;
- la corolla normalmente è zigomorfa ed ha due labbra ben sviluppate (bilabiata);
- il labbro superiore della corolla ha la forma di un cappuccio;
- la parte interna della corolla è priva di peli;
- gli stami sono 4 e tutti fertili;
- gli stami sporgono poco dal tubo corollino.

I numeri cromosomici delle specie di questo genere sono variabili: 2n = 10, 12, 14, 18, 20, 36 e 72.
Il genere tradizionalmente è suddiviso in tre sottogeneri:
- subgenere Dracocephalum: gli stami sono inclusi; le antere sono glabre. (Questo subgenere a sua volta è suddiviso in sette sezioni).
- subgenere Fedtschenkiella (Kudr.) Schischk.: gli stami sono sporgenti; le antere sono glabre.
- subgenere Ruyschiana (Mill.) Briq.: gli stami sono inclusi; le antere sono pubescenti.

### Specie della flora spontanea italiana
Nella flora spontanea italiana sono presenti solamente due specie di questo genere:
- Dracocephalum ruyschiana L. - Melissa di Ruysch: l'altezza varia tra 10 e 30 cm; le foglie hanno la lamina semplice; la corolla è lunga 25 – 30 mm; il ciclo biologico è perenne; la forma biologica è camefita suffruticosa (Ch suffr); il tipo corologico è Orofita Eurasiatico (substeppico); l'habitat tipico sono i pendii aridi; in Italia è una specie rarissima e si trova solamente al Nord fino ad una altitudine compresa tra 1300 e 2200 m s.l.m..
- Dracocephalum austriacum L. - Melissa austriaca: l'altezza varia tra 40 e 60 cm; le foglie hanno la lamina incisa in 3 o più lacinie; la corolla è lunga 30 – 40 mm; il ciclo biologico è perenne; la forma biologica è camefita suffruticosa (Ch suffr); il tipo corologico è Orofita Sud Europeo - Caucasico (substeppico); l'habitat tipico sono i pendii aridi, le rupestri e i cedui; in Italia è una specie rara e si trova solamente al Nord fino ad una altitudine compresa tra 1300 e 2000 m s.l.m..

### Specie presenti in Europa e Mediterraneo
In Europa sono presenti le seguenti specie:
- Dracocephalum aucheri Boiss., 1844 - Distribuzione: Anatolia
- Dracocephalum austriacum  L., 1753 - Distribuzione: Italia, dalla Francia alla Ucraina, Transcaucasia e Anatolia
- Dracocephalum botryoides  Steven, 1812 - Distribuzione: Transcaucasia
- Dracocephalum moldavica  L.., 1753 - Distribuzione: Europa orientale
- Dracocephalum multicaule  Montbret & Aucher ex Benth., 1836 - Distribuzione: Transcaucasia e Anatolia
- Dracocephalum nutans  L., 1753 - Distribuzione: Russia
- Dracocephalum renati  Emb., 1935 - Distribuzione: Marocco
- Dracocephalum ruyschiana  L., 1753 - Distribuzione: Italia, Europa centrale e orientale, Transcaucasia e Anatolia
- Dracocephalum thymiflorum L., 1752 - Distribuzione: Europa orientale e Transcaucasia

### Elenco completo delle specie
Il genere Dracocephalum comprende le seguenti specie:
- Dracocephalum aitchisonii Rech.f., 1955
- Dracocephalum argunense Fisch. ex Link, 1822
- Dracocephalum aucheri Boiss., 1844
- Dracocephalum austriacum L., 1753
- Dracocephalum bipinnatum Rupr., 1869
- Dracocephalum botryoides Steven, 1812
- Dracocephalum breviflorum Turrill, 1922
- Dracocephalum bullatum Forrest ex Diels, 1912
- Dracocephalum butkovii Krassovsk., 1986
- Dracocephalum calophyllum Hand.-Mazz., 1923
- Dracocephalum charkeviczii Prob., 1995
- Dracocephalum discolor Bunge, 1836
- Dracocephalum diversifolium Rupr., 1869
- Dracocephalum ferganicum Lazkov, 2001
- Dracocephalum foetidum Bunge, 1830
- Dracocephalum formosum Gontsch., 1938
- Dracocephalum forrestii W.W.Sm., 1916
- Dracocephalum fragile Turcz. ex Benth., 1834
- Dracocephalum fruticulosum Steph. ex Willd., 1800
- Dracocephalum grandiflorum L., 1753
- Dracocephalum heterophyllum Benth., 1835
- Dracocephalum hoboksarensis G.J.Liu, 1985
- Dracocephalum imberbe Bunge, 1836
- Dracocephalum imbricatum C.Y.Wu & W.T.Wang, 1977
- Dracocephalum integrifolium Bunge, 1838
- Dracocephalum isabellae Forrest ex W.W.Sm., 1914
- Dracocephalum jacutense Peschkova, 1997
- Dracocephalum junatovii A.L.Budantsev, 1987
- Dracocephalum kafiristanicum Bornm., 1934
- Dracocephalum komarovii Lipsky, 1904
- Dracocephalum kotschyi Boiss., 1846
- Dracocephalum krylovii Lipsky, 1904
- Dracocephalum lindbergii Rech.f., 1982
- Dracocephalum longipedicellatum Muschl., 1907
- Dracocephalum microflorum C.Y.Wu & W.T.Wang, 1977
- Dracocephalum moldavica L., 1753
- Dracocephalum multicaule Montbret & Aucher ex Benth., 1836
- Dracocephalum multicolor Kom., 1916
- Dracocephalum nodulosum Rupr., 1869
- Dracocephalum nuratavicum Adylov, 1987
- Dracocephalum nuristanicum Rech.f. & Edelb., 1955
- Dracocephalum nutans L., 1753
- Dracocephalum oblongifolium Regel, 1882
- Dracocephalum olchonense Peschkova, 1997
- Dracocephalum origanoides Steph. ex Willd., 1800
- Dracocephalum palmatoides C.Y.Wu & W.T.Wang, 1977
- Dracocephalum palmatum Steph. ex Willd., 1800
- Dracocephalum parviflorum Nutt., 1818
- Dracocephalum paulsenii Briq., 1907
- Dracocephalum peregrinum L., 1756
- Dracocephalum pinnatum L., 1753
- Dracocephalum polychaetum Bornm., 1908
- Dracocephalum popovii T.V.Egorova & Sipliv., 1970
- Dracocephalum propinquum W.W.Sm., 1916
- Dracocephalum psammophilum C.Y.Wu & W.T.Wang, 1977
- Dracocephalum purdomii W.W.Sm., 1916
- Dracocephalum renati Emb., 1935
- Dracocephalum rigidulum Hand.-Mazz., 1939
- Dracocephalum rupestre Hance, 1869
- Dracocephalum ruyschiana L., 1753
- Dracocephalum schischkinii Strizhova, 1979
- Dracocephalum scrobiculatum Regel, 1882
- Dracocephalum spinulosum Popov, 1925
- Dracocephalum stamineum Kar. & Kir., 1842
- Dracocephalum stellerianum Hiltebr., 1805
- Dracocephalum subcapitatum (Kuntze) Lipsky, 1910
- Dracocephalum surmandinum Rech.f., 1982
- Dracocephalum taliense Forrest ex W.W.Sm., 1916
- Dracocephalum tanguticum Maxim., 1881
- Dracocephalum thymiflorum L., 1753
- Dracocephalum truncatum Y.Z.Sun ex C.Y.Wu, 1959
- Dracocephalum velutinum C.Y.Wu & W.T.Wang, 1877
- Dracocephalum wallichii Sealy, 1944
- Dracocephalum wendelboi Hedge, 1967

### Sinonimi
L'entità di questa voce ha avuto nel tempo diverse nomenclature. L'elenco seguente indica alcuni tra i sinonimi più frequenti:
- Cephaloma Neck.
- Dracontocephalium Hassk.
- Fedtschenkiella Kudr.
- Moldavica Fabr.
- Ruyschia Fabr.
- Ruyschiana Mill.

## Usi (Giardinaggio)
Risale al 1596 i primi impieghi di queste piante nel giardinaggio italiano. In particolare si coltivava la "melissa della Moldavia" o "melissa turca" (Dracocephalum moldavica). Più tardi, nel 1759, fu introdotta dalla Siberia anche la Dracocephalum grandiflorum.

## Alcune specie

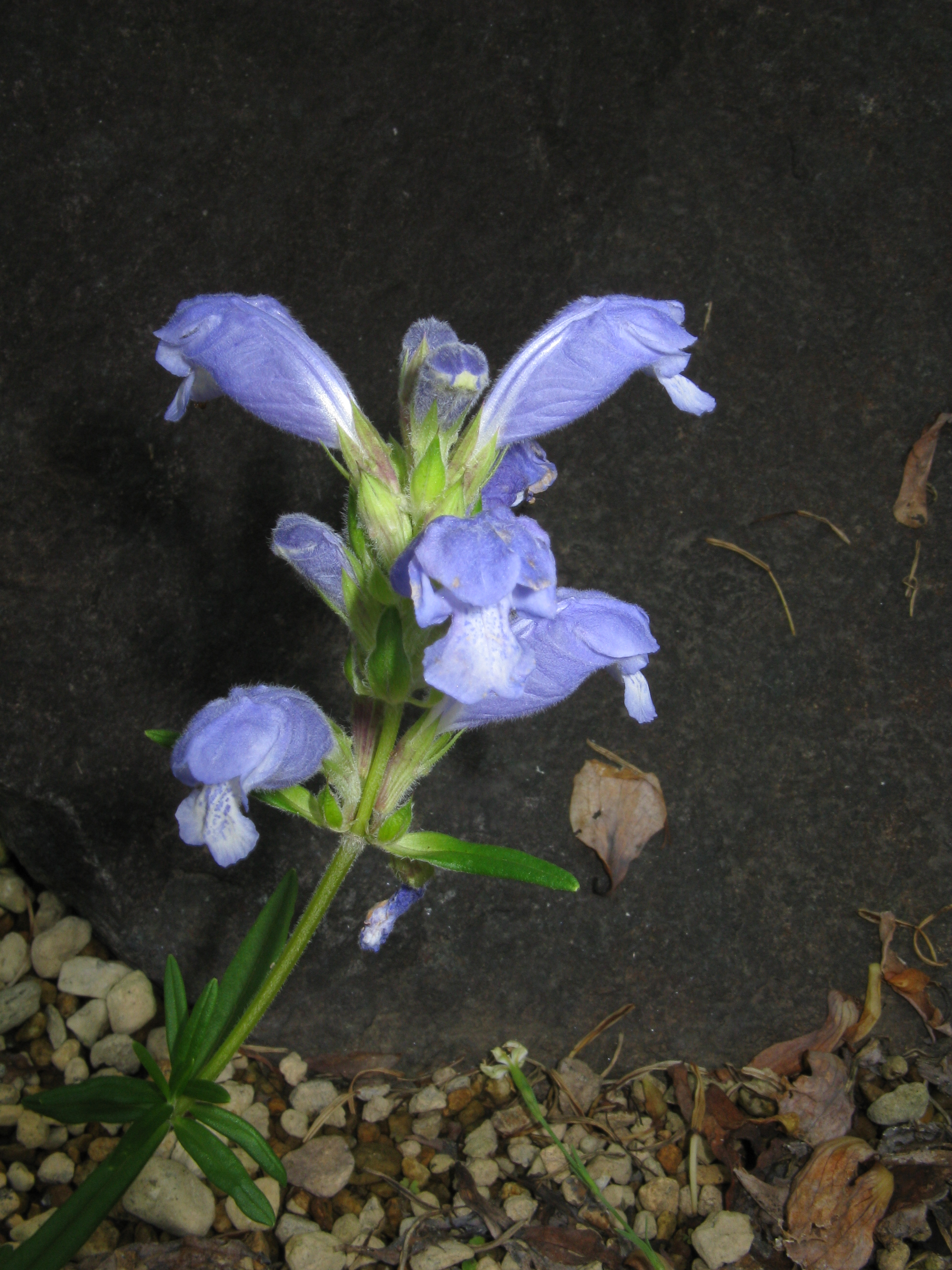
Dracocephalum argunense
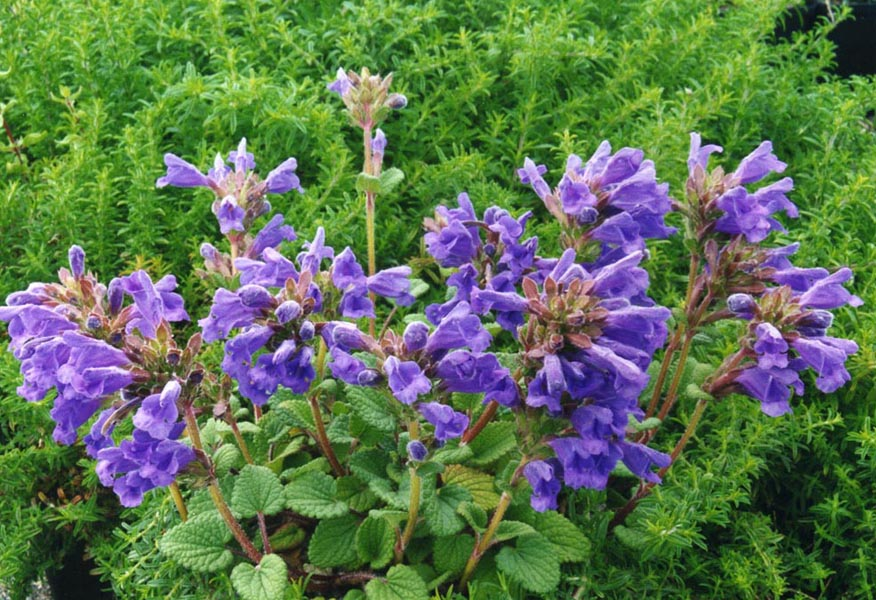
Dracocephalum bullatum
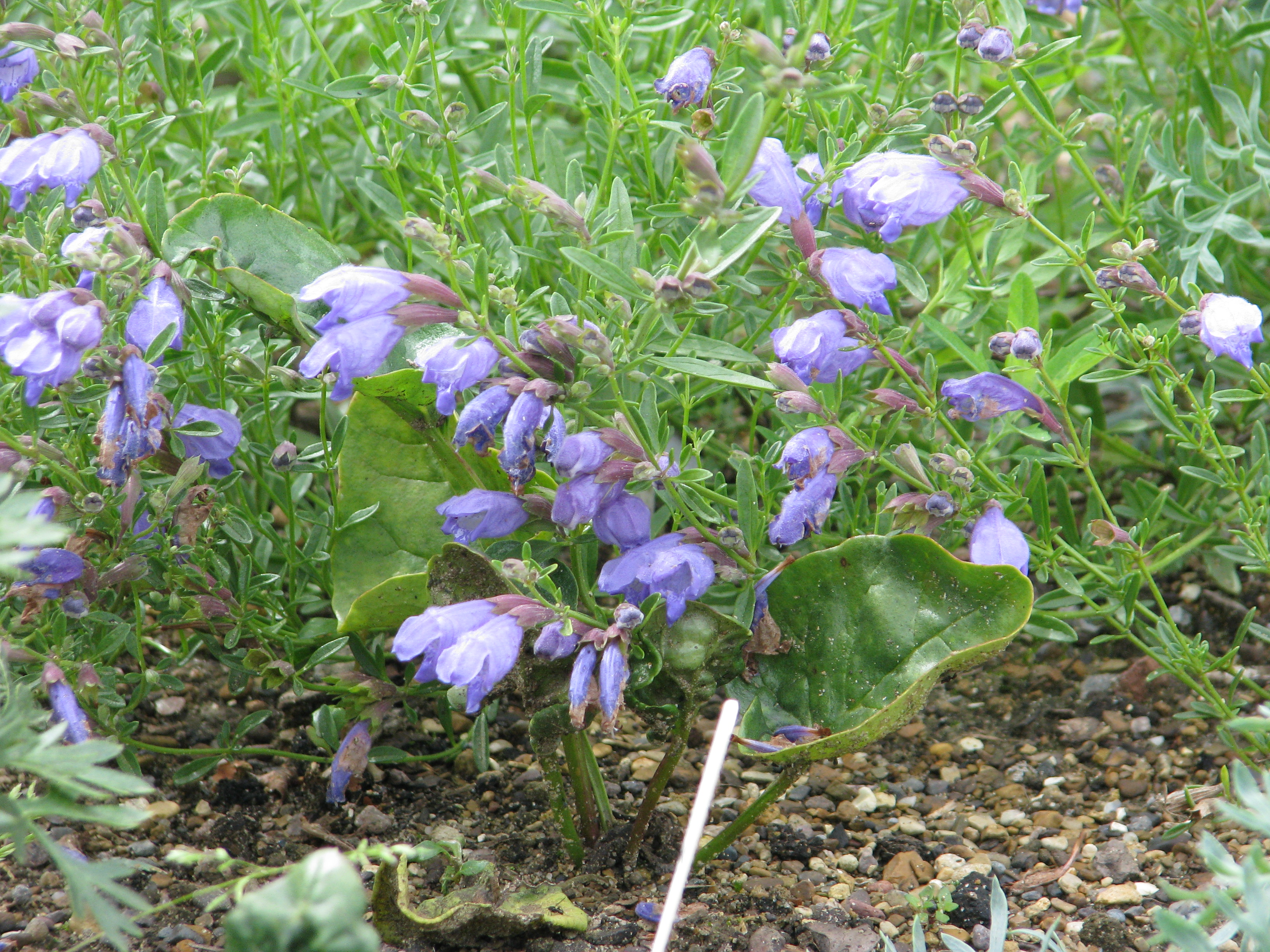
Dracocephalum forrestii
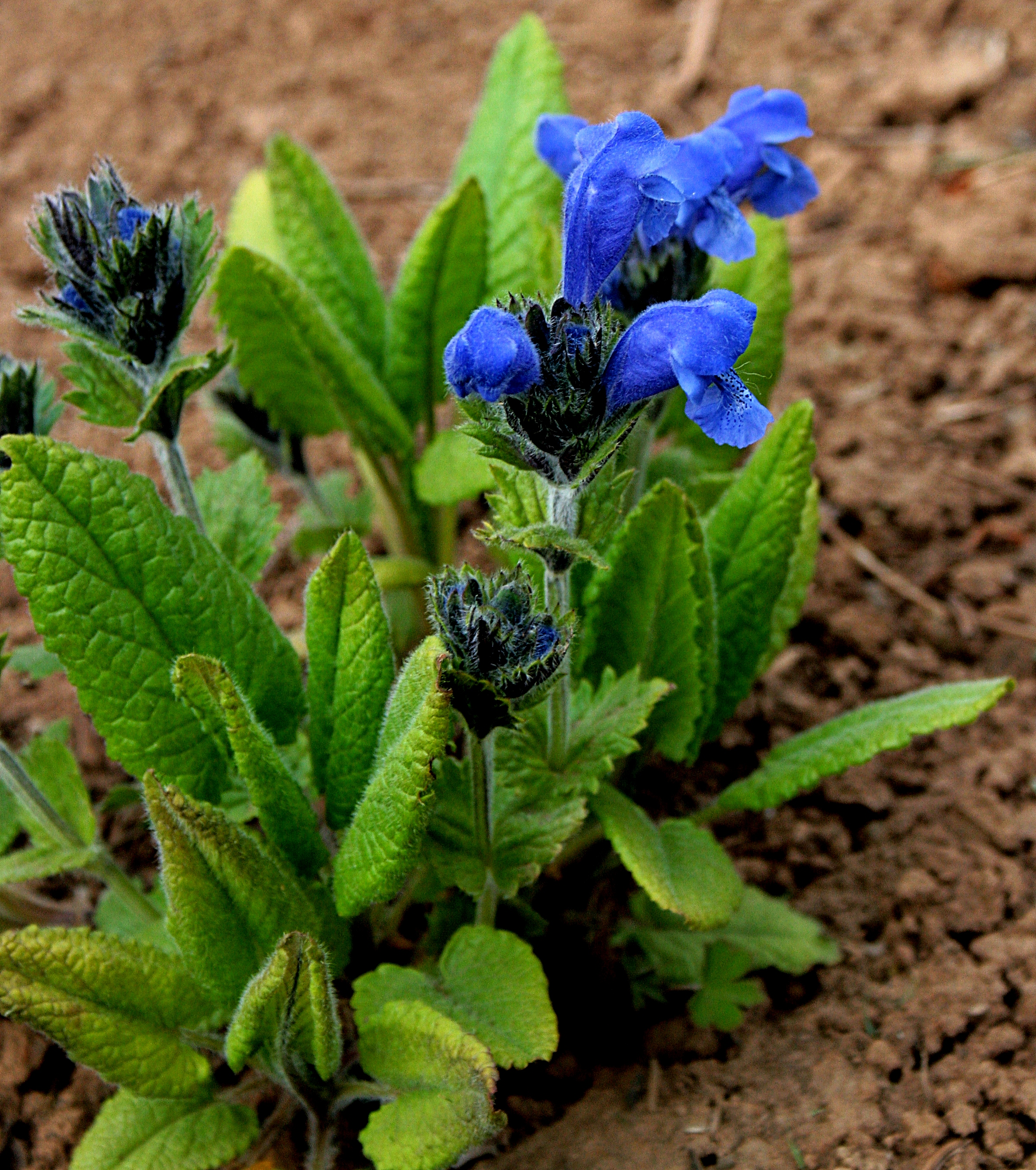
Dracocephalum grandiflorum
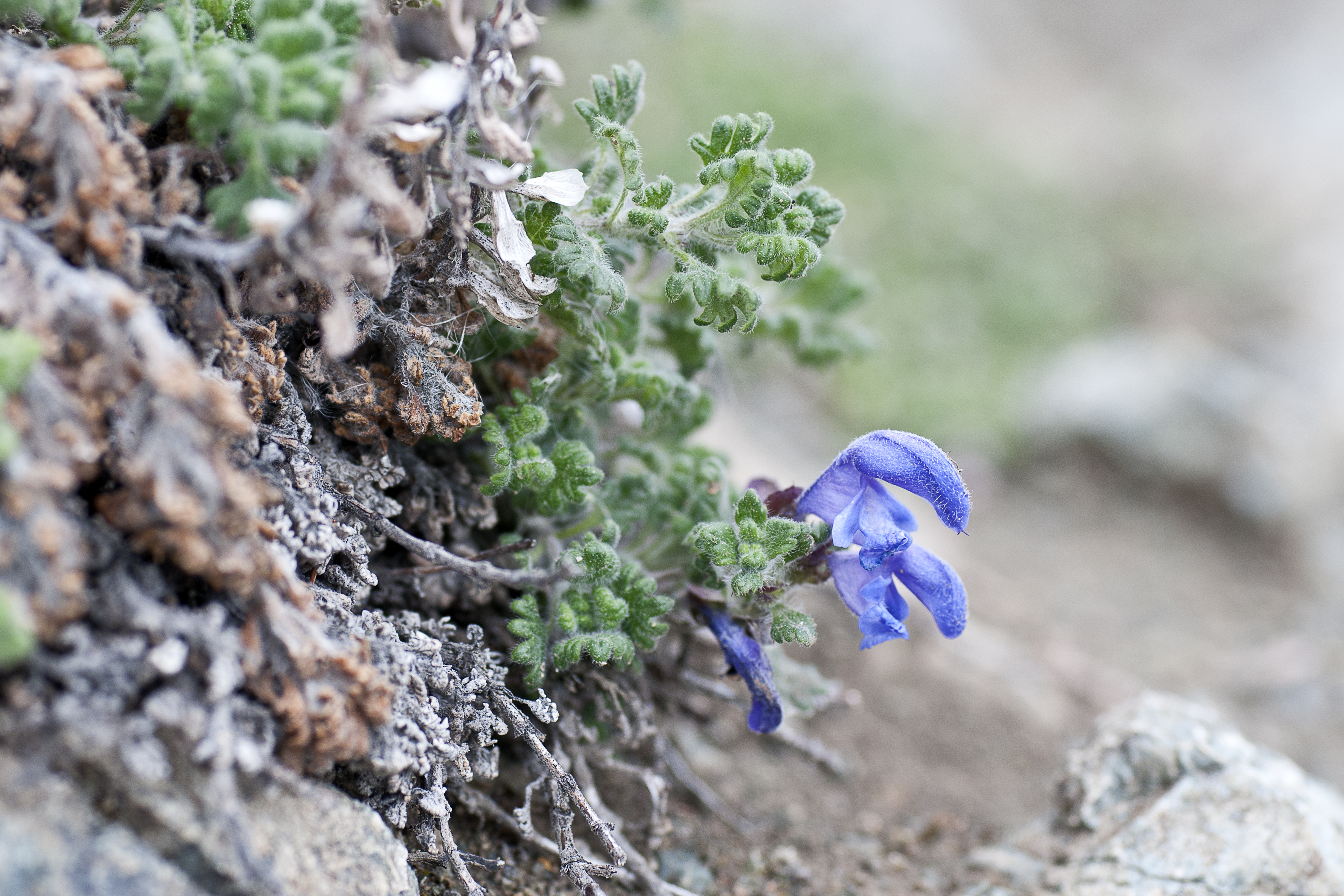
Dracocephalum palmatum
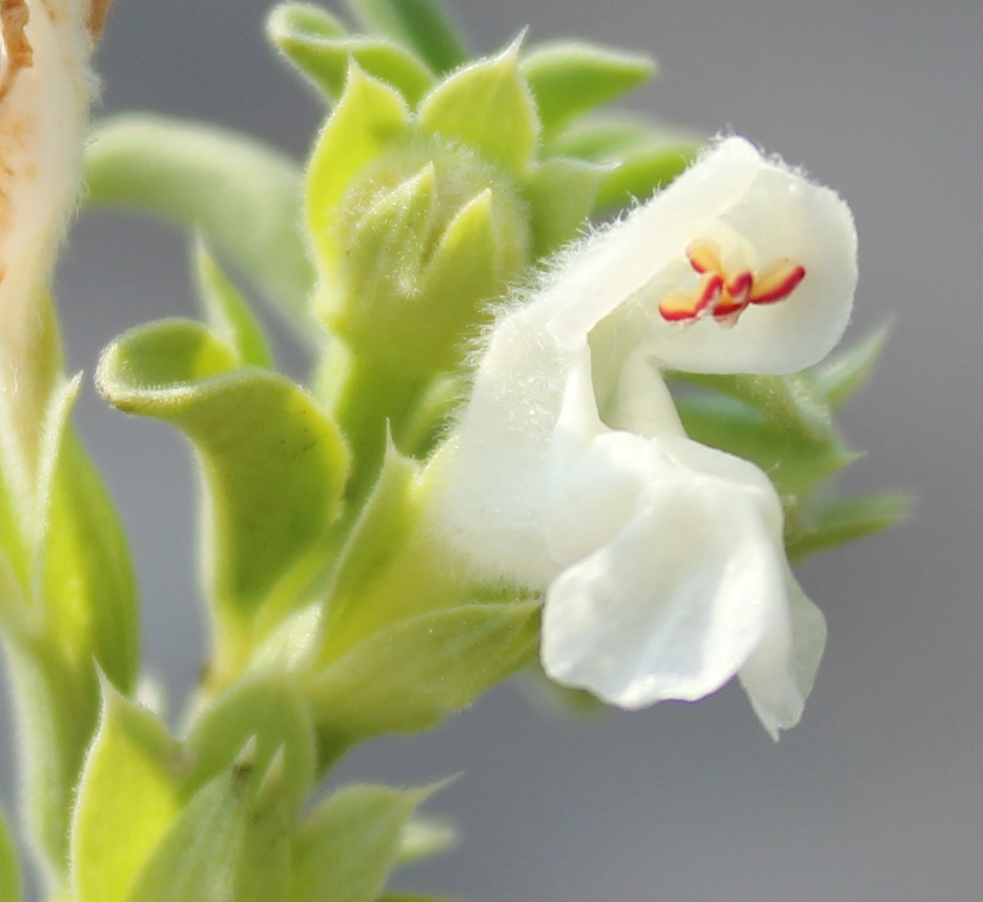
Dracocephalum renati
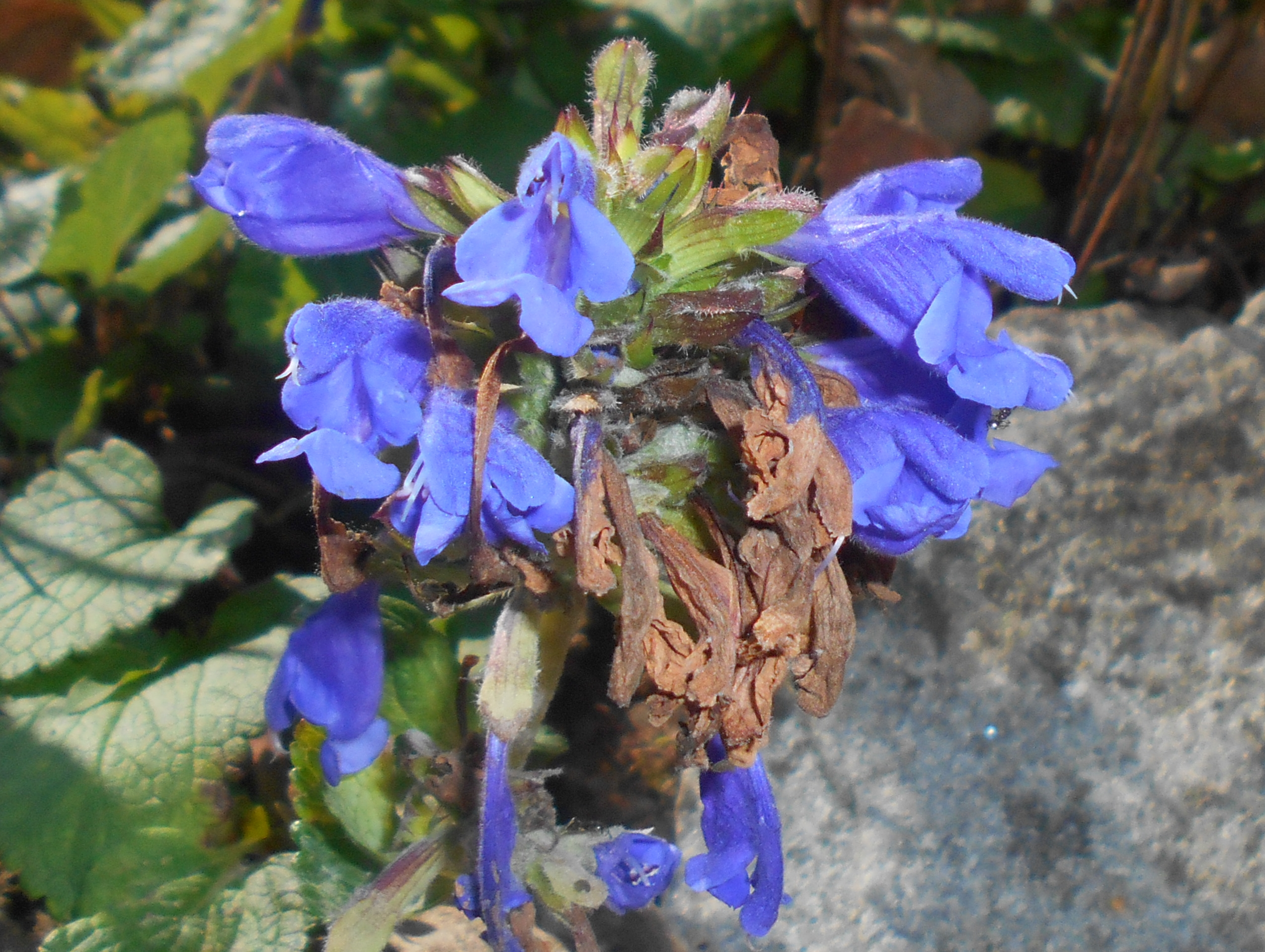
Dracocephalum rupestre